# Dwór w Wodnikowie Górnym
Dwór w Wodnikowie Górnym – zabytkowy dwór we wsi Wodników Górny.
Dwór z XVIII w. przebudowany w 1912 jest częścią zespołu dworskiego z parkiem, z drugiej połowy XIX w.